# Castala
Castala es una localidad española de la provincia de Almería y la comunidad autónoma de Andalucía perteneciente al municipio de Berja. Su población en 2014 fue de 80 habitantes (INE).
Está localizada al norte del municipio a 7,5 km de su capital, Berja y a 62,1 km de la capital de provincia, Almería en plena Sierra de Gádor. Junto a la localidad se encuentra el Parque Periurbano de Castala.

## Demografía

### Evolución de la población
| Gráfica de evolución demográfica de Castala entre 2004 y 2018 |
|                                                               |
| Datos según el nomenclátor publicado por el INE.              |